# ایاز محمد پاشا
ایاز محمد پاشا (۱۴۸۳-۱۵۳۹) وزیر اعظم عثمانی از ۱۵۳۶ تا ۱۵۳۹ بود. او یک آلبانیایی بود که در دلوینه به دنیا آمد. پدرش اهل شهر اشکودر، در شمال آلبانی، و مادرش اهل شهر ولوره، در جنوب آلبانی بود. او در زمانی که پدرش در آنجا زندگی می‌کرد به استانبول رفت و به دستور او به قانون دوشیرمه (چون مسیحی زاده شده بود) به خدمت عثمانی درآمد و سرانجام از فرماندهان ینی‌چری شد. او در نبرد چالدران (۱۵۱۴) و جنگ عثمانی و مملوکان (۱۵۱۶–۱۵۱۷) شرکت کرد. در طول ۱۵۲۰–۱۵۲۱ او بیلربی ایالت آناتولی و فرماندار دمشق بود. در زمان سلطنت سلیمان اعظم، او به عنوان بیگلربیگی ایالت روم‌ایلی خدمت کرد و پس از فتح رودس توسط عثمانی‌ها در سال ۱۵۲۲ وزیر شد. او همچنین در نبرد موهاچ، محاصره وین، و فتح بغداد (۱۵۳۴) شرکت کرد.
او در سال ۱۵۳۶ پس از اعدام ابراهیم پاشای پارگایی، وزیر اعظم شد و این سمت را تا زمان مرگش در سال ۱۵۳۹ حفظ کرد. عثمانی‌ها تحت مدیریت او، لشکرکشی کورفو (۱۵۳۷) را به عهده گرفتند و علیه دودمان هابسبورگ در وین (۱۵۳۷–۱۵۴۰) جنگ کردند. علاوه بر این، منطقه زادگاه وی دلوینه تحت کنترل کامل عثمانی‌ها قرار گرفت و سنجاق دلوینه تأسیس شد. وی بر اثر طاعون خیارکی در استانبول درگذشت و در مسجد ایوب سلطان به خاک سپرده شد.